# Walter Dornberger
Walter Robert Dornberger (n. 6 septembrie 1895 - d. 27 iunie 1980) a fost un ofițer de artilerie al Armatei Germane (general maior), cariera căruia s-a întins pe durata primului și celui de-al doilea război mondial. El a fost conducătorul programului de rachete V-2 al Germaniei și a altor proiecte de la Centrul de Cercetare al Armatei din Peenemünde.
Dornberger s-a născut în Gießen și a fost înrolat în 1914. În octombrie 1918, ca locotenent de artilerie Dornberger a fost capturat de Marina Statelor Unite și a petrecut doi ani într-un lagăr francez de prizonieri de război (cea mai mare parte în arest izolat, din cauza tentativelor repetate de evadare). La sfârșitul anilor 1920, Dornberger a absolvit cu distincții un curs de inginerie la Institutul Tehnic din Berlin, și în primăvara anului 1930, după cinci ani de studii, Dornberger a absolvit cu grad de magistru în știință (en) în inginerie mecanică de la Technische Hochschule Charlottenburg din Berlin. În 1935, Dornberger a primit un doctorat onorific, pe care colonelul Karl Emil Becker i l-a prilejuit ca decan al noii Facultății de Tehnologie Militară a universității TH Berlin.

## Lucrări
- Dornberger, Walter (1952). V-2, der Schuss ins Weltall - Geschichte einer grossen Erfindung [V-2, the Firing into Space - History of a Great Invention] (în germană). Esslingen: Bechtle Verlag. OCLC 175065526.
- Dornberger, Walter (1954). V-2. New York: Viking Press. OCLC 1223668.